# キーウ・ペチェールシク大修道院

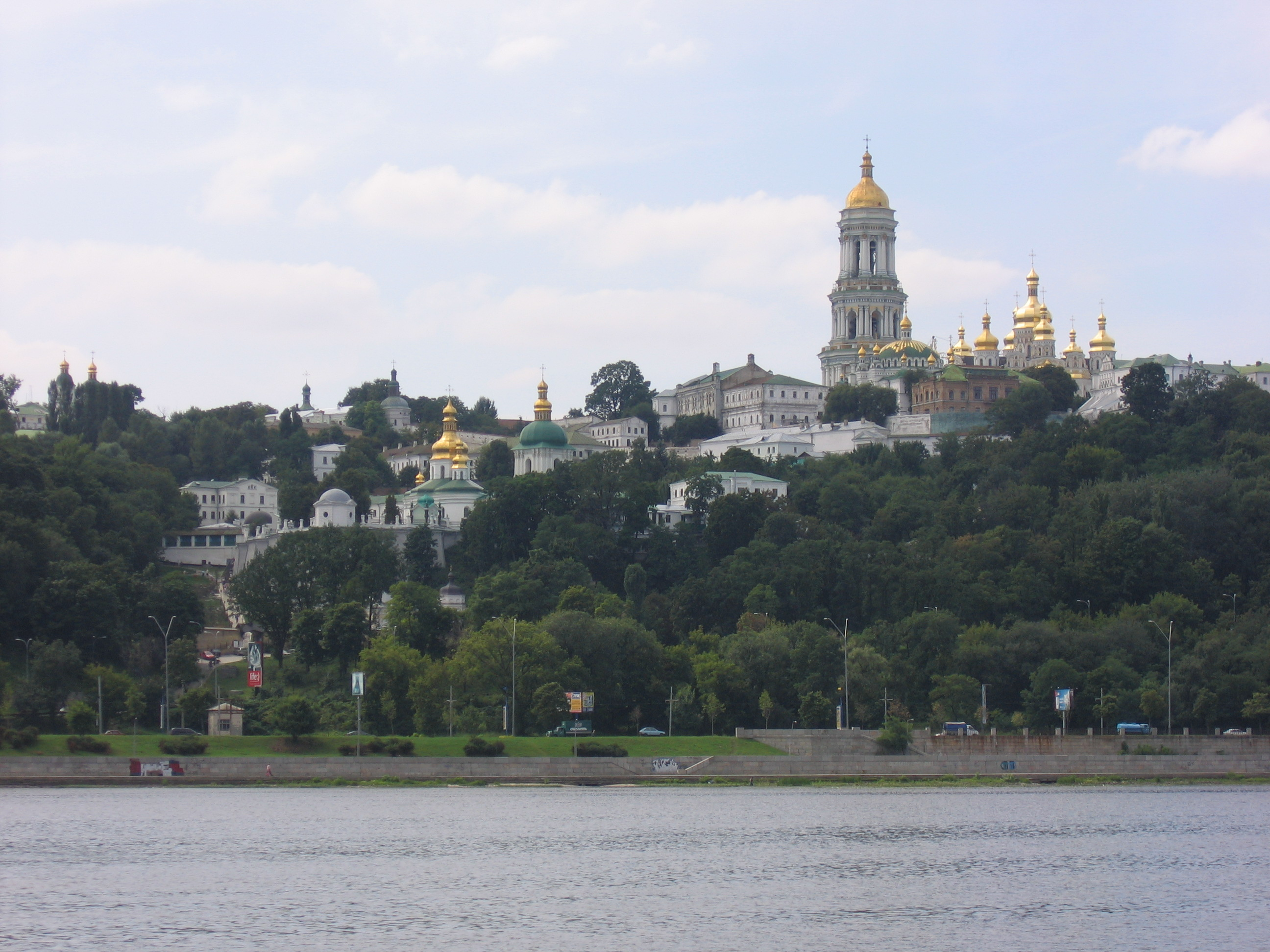
ドニエプル川から見たキーウ・ペチェールシク大修道院

キーウ・ペチェールシク大修道院（キーウ・ペチェールシクだいしゅうどういん、ウクライナ語:Києво-Печерська лавра、発音は「クィーイェヴォ・ペチェールスィカ・ラーヴラ」、意味は「キーウ洞窟大修道院」）は、ウクライナの首都キーウのペチェールシク地区に位置するキリスト教正教会の大修道院である。

## 概要

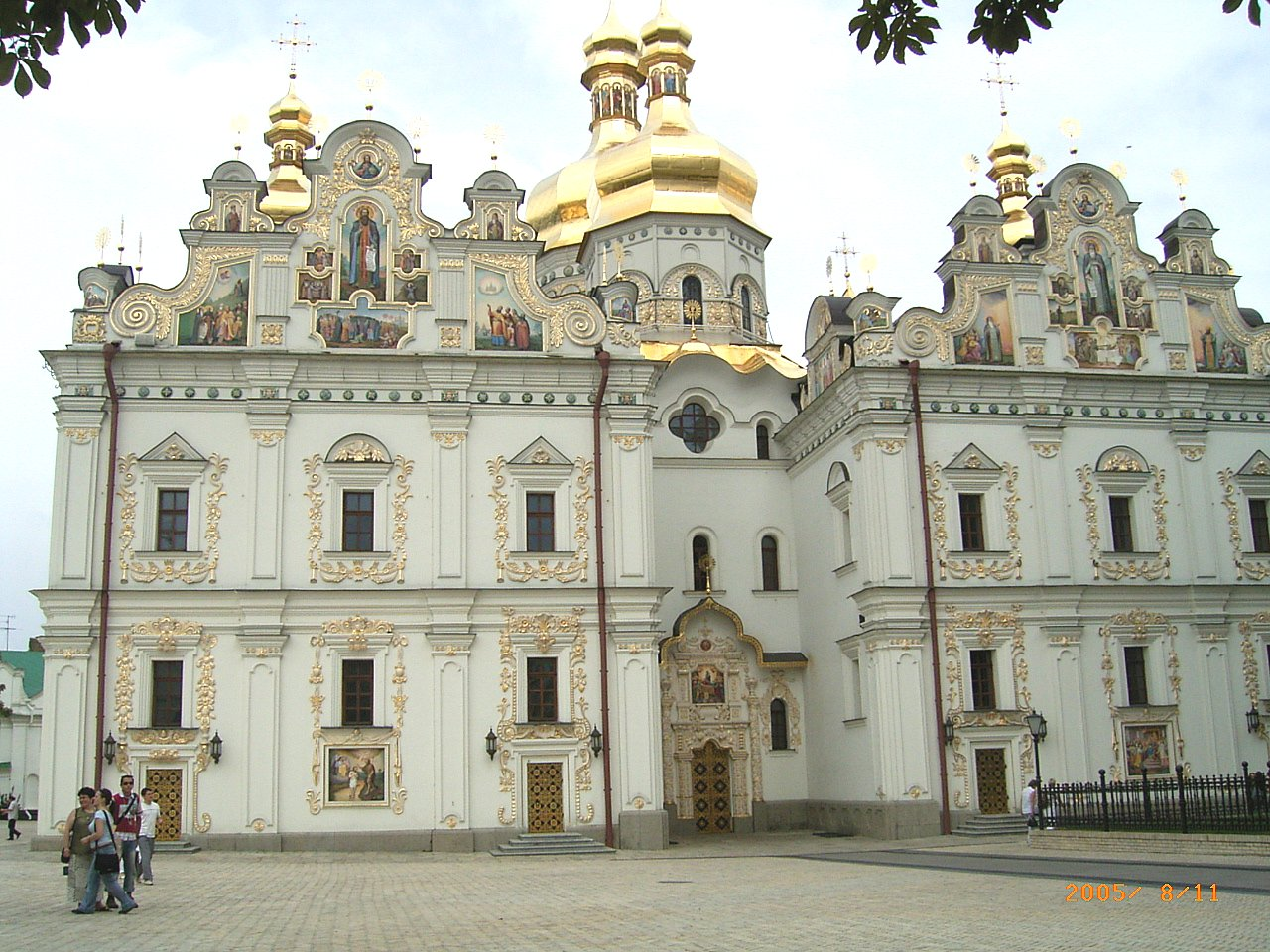
大修道院内の一番大きな大聖堂である生神女就寝大聖堂（ウスペンシキイ大聖堂）。第二次世界大戦中の1941年、キーウがドイツ軍の支配下にあった時、ソ連のNKGBのスパイが大聖堂を爆破した。戦後、この事件はソ連のプロパガンダによって「ナチス・ドイツによる文化遺産の崩壊の一例」としてナチスによる蛮行であると歪曲され、事実は隠蔽された。大聖堂はソビエト連邦の崩壊後、独立ウクライナ政府の支援によって再建された。

キエフ大公国の時代、1051年にキーウの郊外に建立された。中世から近世にかけてウクライナの宗教・教育・学問に大きな影響を与えつつ、様々な政権と争ってきた修道院である。キーウ・ペチェールシク大修道院は、聖ソフィア大聖堂などとともに「キーウの聖ソフィア大聖堂と関連する修道院群及びキーウ・ペチェールシク大修道院」の一部として、1990年に世界文化遺産リストに登録された。

## 修道院の管理
大修道院の敷地は、キーウ・ペチェールシク歴史文化国立保護館の管理下にある部分と、モスクワ総主教の庇護下にあるロシア正教会系のウクライナ正教会（モスクワ総主教庁系、UOC-MP）が賃貸契約のもとで利用している部分に分かれていた。
ロシア連邦政府と近いUOC-MPは、ウクライナ東部紛争以降、ウクライナ正教会 (2018年設立)独立を後押ししてきたウクライナ政府と対立関係にある。大修道院は2018年11月、UOC-MP幹部が憎悪を煽る発言をした容疑で、ウクライナ治安機関の捜索を受けた。 
また、2022年ロシアのウクライナ侵攻中の11月、見学ツアー参加者がSNS上に投稿した動画で礼拝中にロシアを賛美する内容の歌が歌われていたことが判明し、再び捜索を受けている。捜索はキーウ州、リウネ、ザカルパッチャ、ジトーミル地域のUOC-MPの修道院・教会に及び、ロシア連邦軍に対する協力の証拠がいくつも発見された。このことから文化省はモスクワ総主教系のウクライナ正教会に対し、キーウ・ペチェールシク大修道院とタバナクル教会の賃貸契約を延長しないことを決定。2023年1月1日より、UOC-MPの聖職者は修道院・教会に立ち入りできなくなった。
2023年1月7日、キーウ・ペチェールシク大修道院で正教会のクリスマスミサを執り行なったウクライナ正教会のエピファニー総主教は「ロシアの邪悪な精神は（修道院から）姿を消した」「力を合わせれば、宗教面でのロシアの侵略に抵抗できる」と呼びかけた。

## 墓

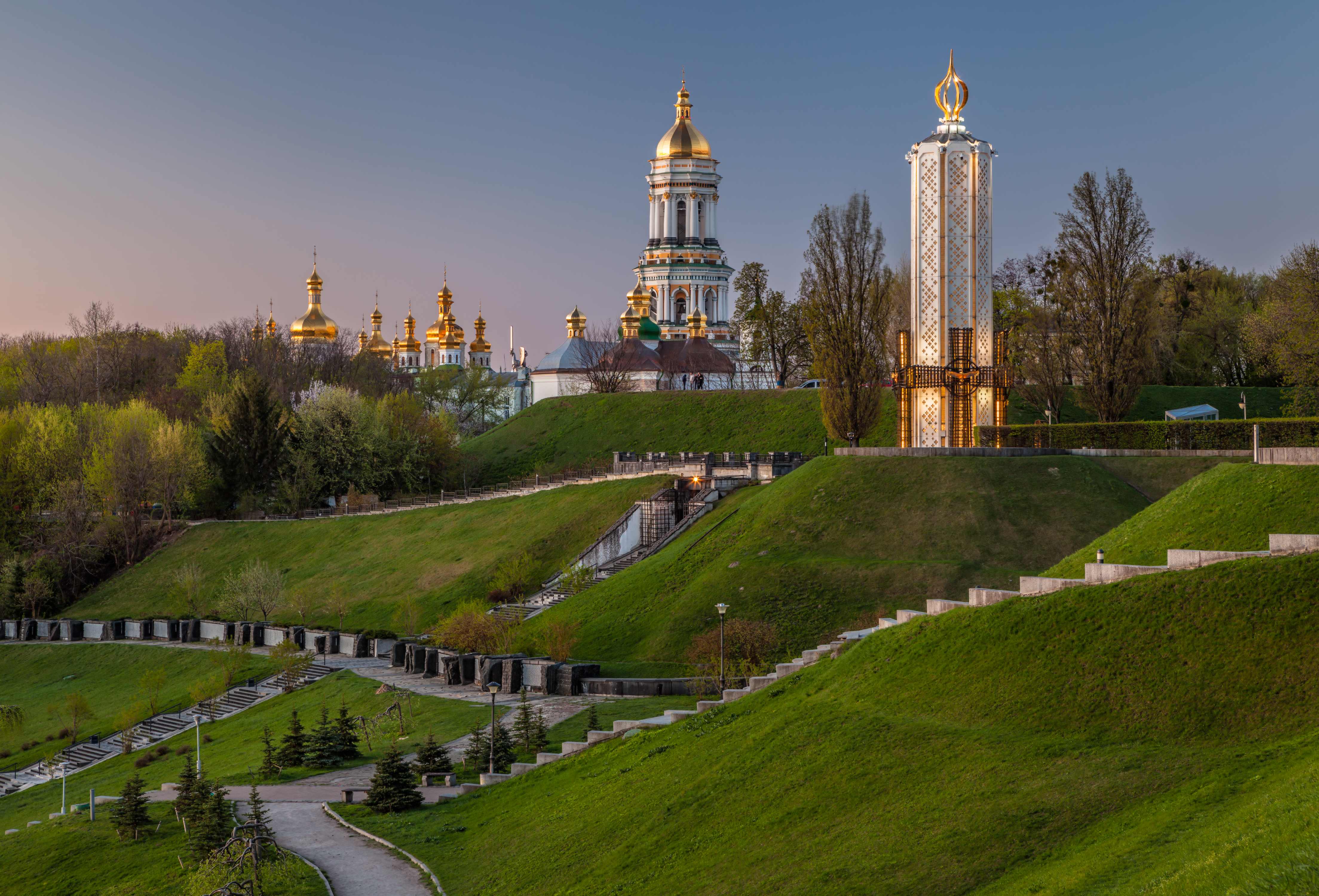
ペチェールシク大修道院の近景

- キエフのフェオドシイ
- キエフのアントニイ
- 年代記者ネストル
- イリヤー・ムーロメツ

## 関連文献
- 三浦清美 訳・解説『キエフ洞窟修道院聖者列伝』松籟社、2021年。